# 野依良治
野依 良治（、1938年9月3日 - ）は、日本の化学者（有機化学）。学位は工学博士（京都大学・1967年）。国立研究開発法人科学技術振興機構研究開発戦略センター長、名古屋大学特別教授、名城大学客員教授、高砂香料工業株式会社取締役。日本学士院会員。2001年に「キラル触媒による不斉反応の研究」が評価されノーベル化学賞を受賞した。
名古屋大学大学院理学研究科研究科長、理学部長、物質科学国際研究センター長、独立行政法人理化学研究所理事長などを歴任した。

## 来歴

### 生い立ち
1938年9月、兵庫県武庫郡精道村（当時）に野依金城・鈴子の長男として生まれた。1945年に終戦を迎え、疎開先から神戸市に戻り、兵庫師範学校男子部附属小学校（神戸大学附属住吉小学校の前身）に学んだ。
1951年4月、灘中学校・高等学校に進学した。灘校在学時にナイロンは石炭と水と空気から出来ているという話を聞き、化学への志を抱いた。1957年4月に京都大学工学部に進んだ。
1961年3月に京都大学工学部工業化学科を卒業し、1963年3月、京都大学大学院工学研究科工業化学専攻にて修士課程を修了した、工学修士（京都大学）。

### 学術活動

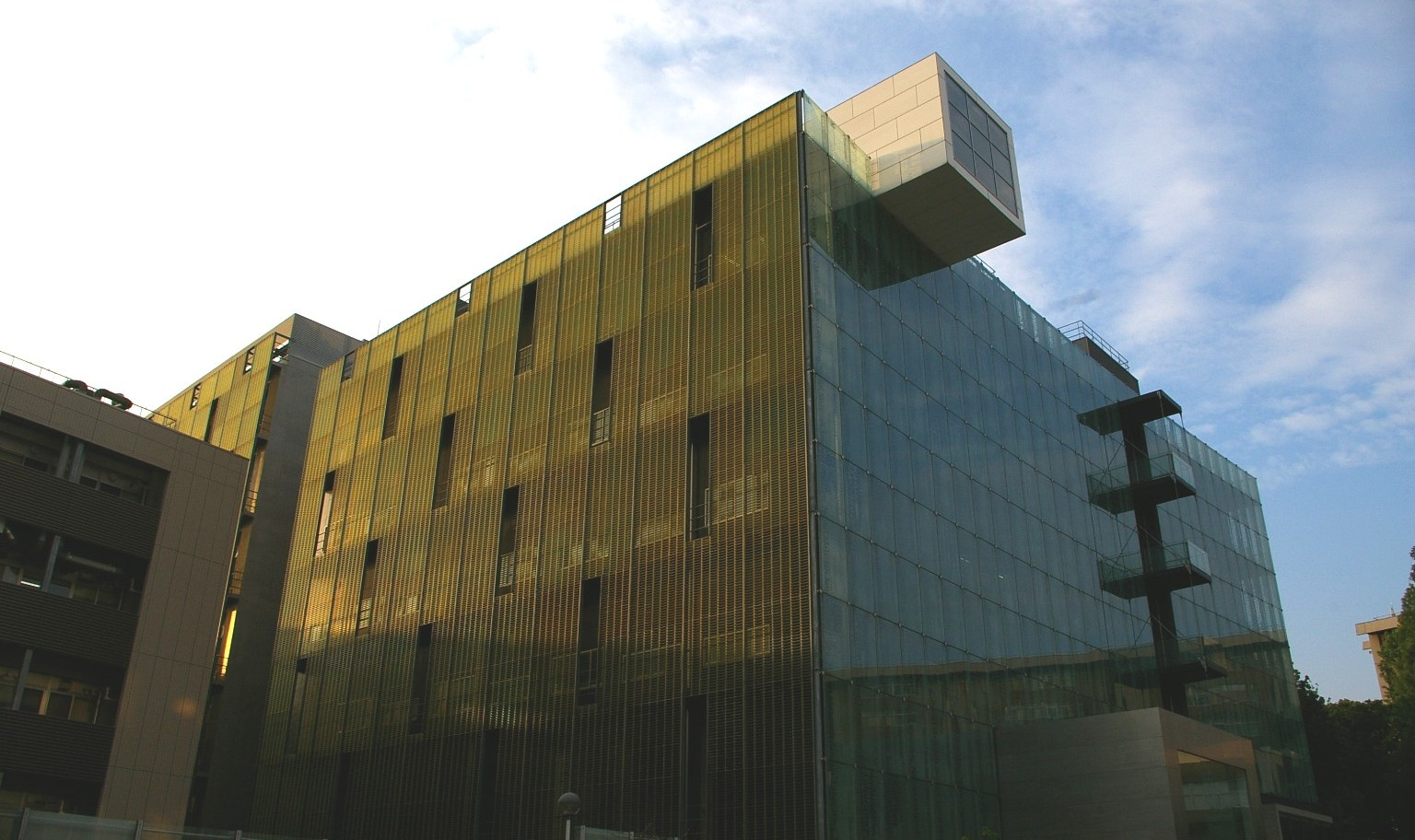
野依記念物質科学研究館
（名古屋大学）

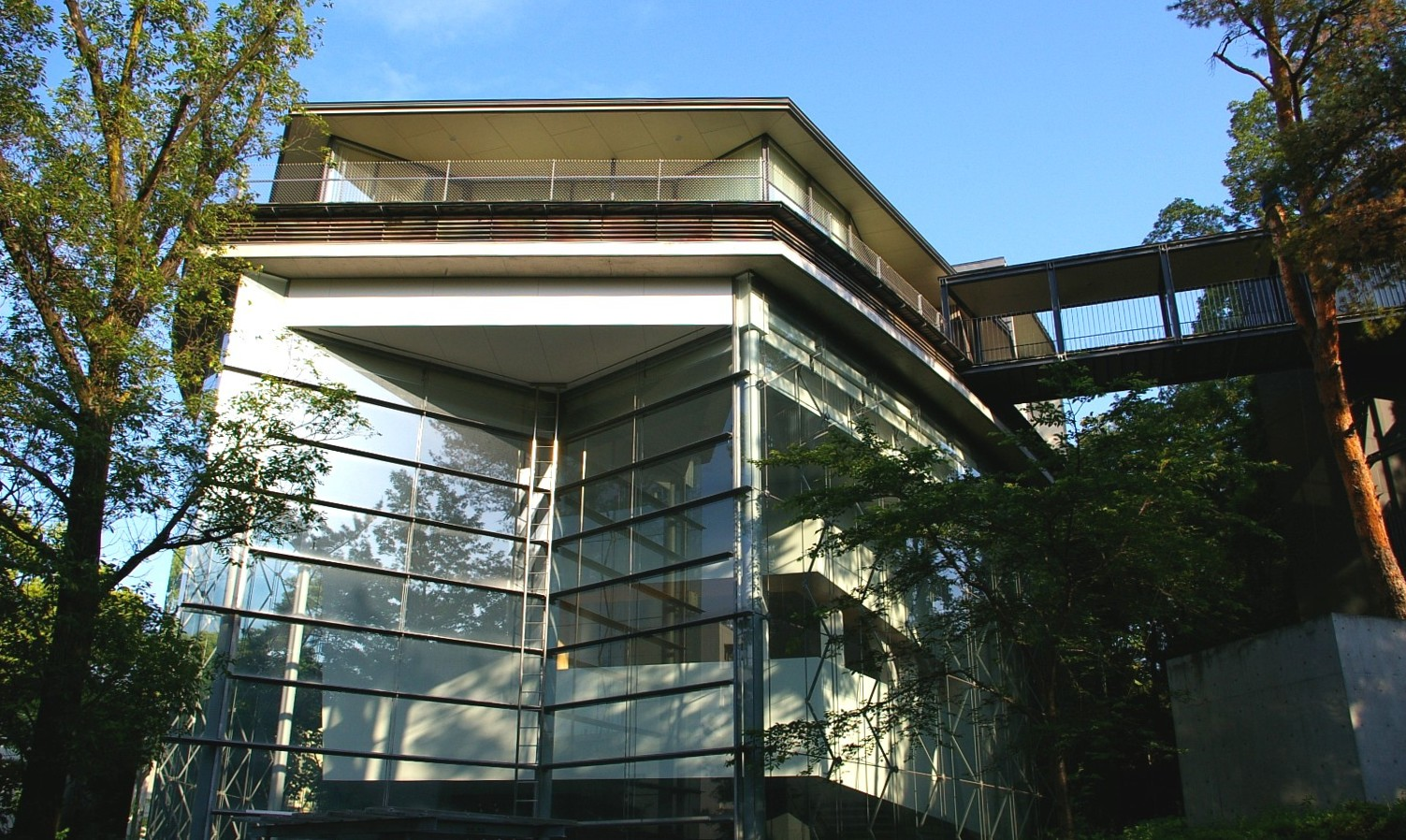
野依記念学術交流館
（名古屋大学）

1963年4月、京都大学工学部にて野崎一の研究室の助手となった。1967年9月には工学博士の博士号を取得した。論文の題は「The chemistry of metastable species leading to strained homocyclic molecules（歪をもつ炭素環の合成における不安定体の化学）」。
1968年2月、名古屋大学大学院理学研究科・理学部|名古屋大学理学部にて助教授に就任した。1969年1月、アメリカ合衆国にわたり、ハーバード大学博士研究員としてイライアス・コーリー（1990年ノーベル化学賞受賞）の下、1970年3月まで研究を行った。この時期、後のノーベル化学賞共同受賞者となるバリー・シャープレスとの交流が始まる。
帰国後の1972年8月、名古屋大学の理学部教授に昇任した。同年、紘子夫人と結婚する。その後、1983年にはメントールの量産化に成功し、1986年にはBINAP-ルテニウム触媒を発明するなどの業績を残した。
1996年2月より名古屋大学大学院理学研究科教授を務めた。1997年1月には理学研究科長、および、理学部長に、2000年4月には同大学の物質科学国際研究センターにてセンター長に就任した。2003年7月より、独立行政法人理化学研究所にて理事長を務めていたが、小保方晴子らによるSTAP細胞に関わる不正論文事件の最中、任期途中の2015年3月に退任した。主に高齢が理由の退任だと発表されたが、同年5月には科学技術振興機構 (JST) の研究開発戦略センター長に就任したことから、事実上の引責辞任であったと見なされている。

### 公的活動
また、公的活動にも従事しており、文部省学術審議会委員、文部科学省科学技術・学術審議会委員、日本学術振興会学術顧問などの役職を務めた。2006年には、安倍内閣にて設置された政府の教育再生会議にて座長に就任した。2007年の明仁天皇、美智子皇后の欧州5カ国訪問に際しては、首席随員を務めた。

## 業績

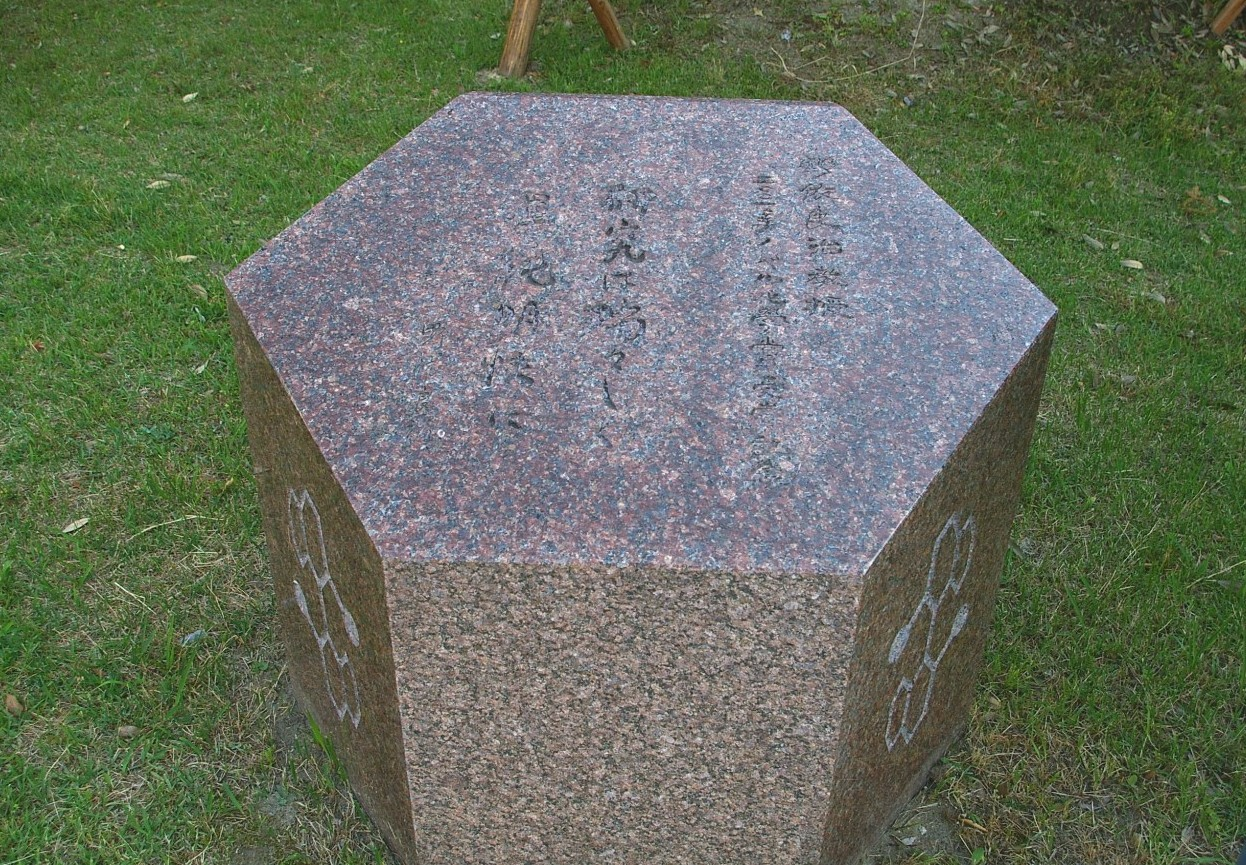
「研究は瑞々しく、単純明快に」
名古屋大学東山キャンパス

- オレフィンの不斉水素化（野依不斉水素化反応）などに配位子として用いられる BINAP を開発した。
- Rh-BINAP を用いた不斉合成反応により、メントール合成の工業化を可能にした。
- カルボニル化合物をキラル選択的にアルコールへと変換できる金属錯体触媒（BINAP-ジアミンルテニウム(II) 触媒）を開発した[7]。この触媒は非常に多くのカルボニル化合物に適用可能な汎用性の高いものである。医薬品、農薬、香料などを造る際に、鍵となる不斉合成反応に広く利用されている。本成果がノーベル化学賞受賞に大きく貢献している。

## 発言
- 2006年12月8日に開かれた教育再生会議「規範意識・家族・地域教育再生分科会」（第2分科会）[8]で「学習塾はできない子が行くためには必要だが、普通以上の子どもは禁止にすべきだ」と主張し、論議を呼んだ。同調する委員もいたが、他の委員からは「学問の領域が広がった」「数学のレベルは塾によって維持されている」などの反論を受けた。野依の主張は同会議が12月21日にまとめた第1次報告の原案には盛り込まれなかった。
- 2009年11月25日に開かれた「先端科学調査会」（文部科学省の政策会議が勉強会として設置したもの）では、政府の事業仕分けで科学技術関連事業の予算削減が相次いでいることに「科学技術は日本が国際競争を生きる術であり、国際協調の柱だ。これを削減するのは不見識」と強く批判した。この中では、他の先進国と比べて科学技術関連予算が格段に少ないことや、アメリカ合衆国で博士号を取る人が中国の20分の1、韓国の6分の1と言う現状を指摘、「10年後、各国に巨大な科学国際人脈ができ、日本は取り残される可能性がある」、「（事業仕分けは）将来、歴史の法廷に立つ覚悟でやっているのかと問いたい」と批判した[9]。この批判を受け、行政刷新会議の加藤秀樹事務局長は「（仕分けの議論を）見も、聞きも、知りもしないで『不見識』と言うのは、非科学的」と反駁した[10]。

## 略歴
- 1938年9月 - 誕生
- 1961年3月 - 京都大学工学部卒業
- 1963年

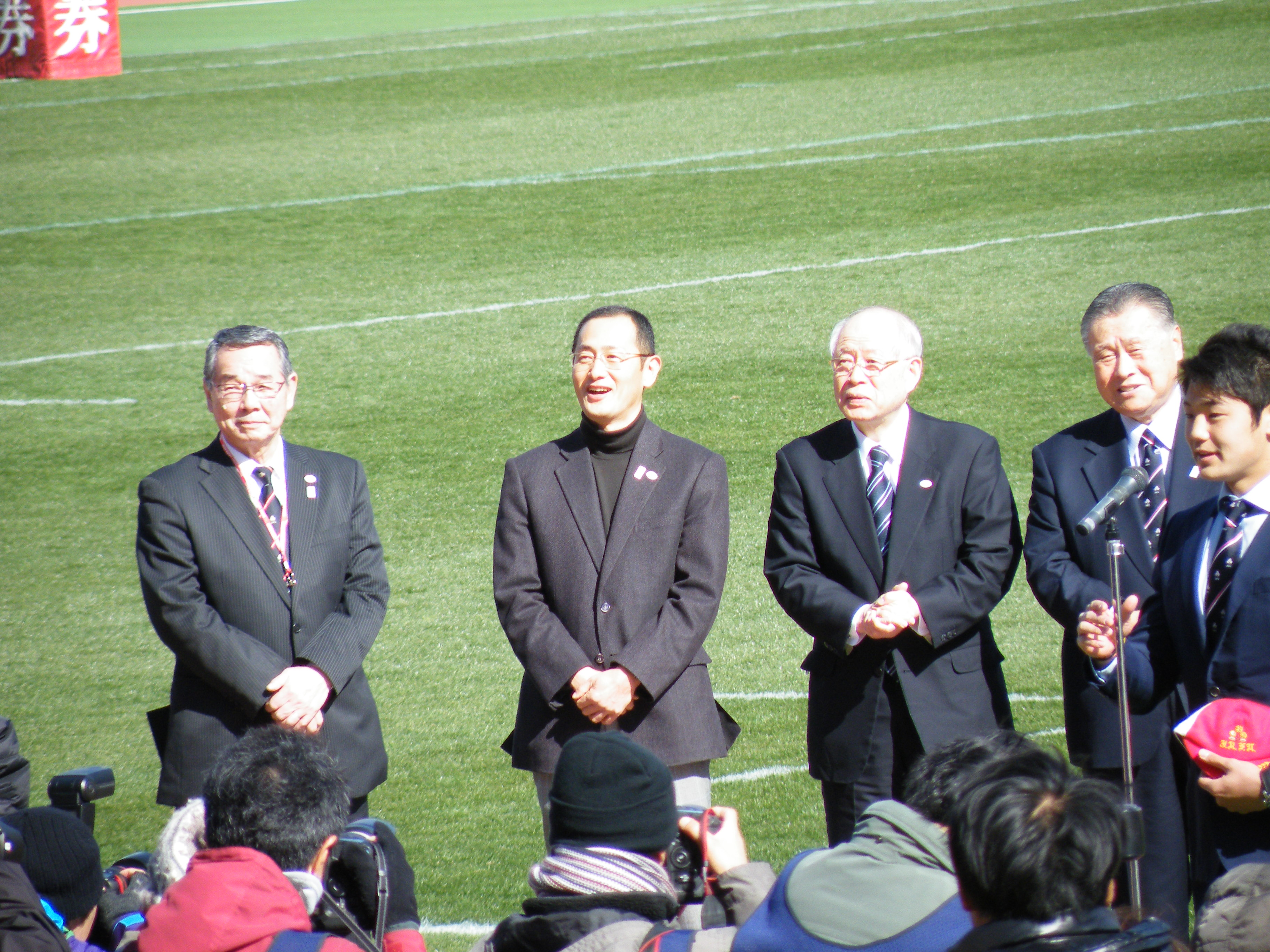
第50回日本ラグビーフットボール選手権大会の式典に参加する野依教授と山中伸弥教授

  - 3月 - 京都大学大学院工学研究科修士課程修了、工学修士（京都大学）
  - 4月 - 京都大学工学部助手
- 1967年9月 - 工学博士の学位を取得
- 1968年2月 - 名古屋大学理学部助教授
- 1969年1月 - ハーバード大学博士研究員
- 1972年8月 - 名古屋大学理学部教授
- 1996年
  - 2月 - 文部省学術審議会委員（〜2001年1月）
  - 4月 - 名古屋大学大学院理学研究科教授
- 1997年1月
  - 名古屋大学大学院理学研究科長、名古屋大学理学部長
- 2000年4月 - 名古屋大学物質科学国際研究センター長
- 2001年
  - 2月 - 文部科学省科学技術・学術審議会委員
  - 4月 - 日本学術振興会学術顧問
- 2003年7月 - 独立行政法人理化学研究所理事長
- 2006年 - 教育再生会議座長
- 2015年
  - 6月 - 国立研究開発法人科学技術振興機構研究開発戦略センター長、東レ社外取締役[11]
  - 7月 - 科学技術館館長[12]

## 学術賞歴

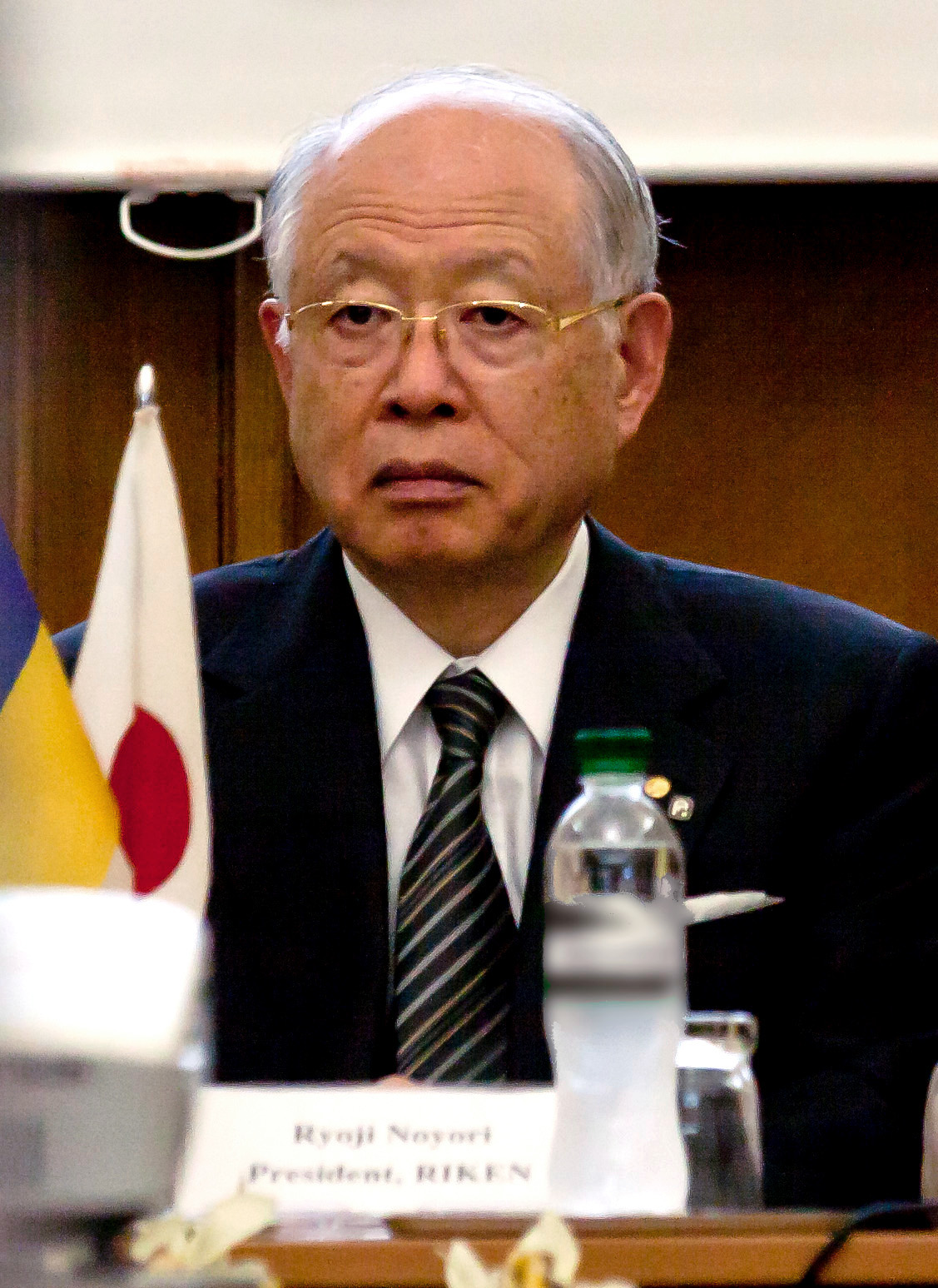
2013年撮影

- 1978年 - 松永賞「新有機合成反応の開発とその反応」に対して
- 1982年 - 中日文化賞（「新有機化学反応の開拓と生理活性物質合成への応用」に対して）[13]
- 1985年 - 日本化学会賞（「新規有機化学反応開拓に基づく生理活性物質の合成」に対して）[14]
- 1985年 - センテナリー賞（王立化学会）
- 1988年 - 内藤記念科学振興賞
- 1989年 - 東レ科学技術賞
- 1991年 - カークウッド賞（米国化学会・エール大学）
- 1993年
  - 朝日賞（「不斉合成を目的とする分子触媒の研究」に対して）[15]
  - テトラヘドロン賞（英国）
- 1995年 - 日本学士院賞（「不斉合成反応に関する研究」に対して）[14]
- 1997年
  - アーサー・C・コープ賞（アメリカ化学会）[14]
  - キラリティーメダル（イタリア化学会）
- 1999年 - キング・ファイサル国際賞（サウジアラビア）[14]
- 2001年
  - ウルフ賞化学部門（イスラエル）
  - ロジャー・アダムス賞（アメリカ化学会）[14]
  - ノーベル化学賞
- 2009年 - ロモノーソフ金メダル
- 2010年 - Sir Derek Barton Gold Medal (王立化学会）[16]
- 2022年 - 歴史的化学論文大賞（アメリカ化学会、「不斉触媒反応に関する論文」に対して）[17]

## 栄典
- 1998年 - 文化功労者
- 2000年 - 文化勲章
- 2002年 - 銀杯一組（菊紋）
- 2005年 - 王立協会外国人会員[18]
- 2011年 - 愛知県名誉県民

## 社会的活動
- 教育再生会議 座長
- 文部科学省中央教育審議会委員（第3期〜第4期）
- 同国立大学法人評価委員会（第1期〜第2期）
- 日本学術振興会グローバルCOEプログラムプログラム委員会委員長
- 財団法人大河内記念会評議員
- 社団法人科学技術国際交流センター理事
- 財団法人内藤記念科学振興財団理事
- 財団法人旭硝子財団理事
- 財団法人住友財団評議員
- 財団法人水谷糖質科学振興財団評議員
- 財団法人東レ科学振興会評議員
- 財団法人山田科学振興財団評議員
- 特定非営利活動法人日中産学官交流機構理事
- 財団法人稲盛財団理事
- 財団法人科学技術交流財団評議員
- 財団法人平成基礎科学財団評議員

## 家族・親族
- 曽祖父・渡辺千秋（伯爵、宮内大臣） ‐ その弟に渡辺国武（子爵、大蔵大臣）
- 大伯父・渡辺千冬（子爵、司法大臣） ‐ その子に渡辺武 (官僚) 、渡辺慧
- 父：野依金城（塩川三四郎と渡辺千夏子の三男）
- 母：鈴子（野依範治の孫。野依辰治の姪で養女）
- 岳父：大島正光（医学者、東京大学名誉教授）
- 妻：紘子（正光の長女、共立薬科大学卒業）
- 長男：英治（読売新聞記者、一橋大学社会学部卒業）[19]
  - 野依のノーベル賞受賞発表翌日の記者会見で代表質問を行った。
- 二男：幸治（モダンアート作家、東京芸術大学美術学部絵画科油画専攻卒業）[19]

## 系譜
- 野依氏

| 朝吹泰造 |      |      |      |      |      |  |  |      |      |      |      |      |      |  |  |              |      |      |      |      |      |  |  |  |  |  |  |  |  |  |  |  |  |  |  |  |  |  |  |  |  |
|          |      |      |      |      |      |  |  |      |      |      |      |      |      |  |  |              |      |      |      |      |      |  |  |  |  |  |  |  |  |  |  |  |  |  |  |  |  |  |  |  |  |
|          |      |      |      |      |      |  |  |      |      |      |      |      |      |  |  |              |      |      |      |      |      |  |  |  |  |  |  |  |  |  |  |  |  |  |  |  |  |  |  |  |  |
| 謙三     | 謙三 | 謙三 | 謙三 | 謙三 | 謙三 |  |  | 英二 | 英二 | 英二 | 英二 | 英二 | 英二 |  |  | 範治         | 範治 | 範治 | 範治 | 範治 | 範治 |  |  |  |  |  |  |  |  |  |  |  |  |  |  |  |  |  |  |  |  |
| 謙三     | 謙三 | 謙三 | 謙三 | 謙三 | 謙三 |  |  | 英二 | 英二 | 英二 | 英二 | 英二 | 英二 |  |  | 範治         | 範治 | 範治 | 範治 | 範治 | 範治 |  |  |  |  |  |  |  |  |  |  |  |  |  |  |  |  |  |  |  |  |
| 亀三     | 亀三 | 亀三 | 亀三 | 亀三 | 亀三 |  |  | 常吉 | 常吉 | 常吉 | 常吉 | 常吉 | 常吉 |  |  | 辰治         | 辰治 | 辰治 | 辰治 | 辰治 | 辰治 |  |  |  |  |  |  |  |  |  |  |  |  |  |  |  |  |  |  |  |  |
| 亀三     | 亀三 | 亀三 | 亀三 | 亀三 | 亀三 |  |  | 常吉 | 常吉 | 常吉 | 常吉 | 常吉 | 常吉 |  |  | 辰治         | 辰治 | 辰治 | 辰治 | 辰治 | 辰治 |  |  |  |  |  |  |  |  |  |  |  |  |  |  |  |  |  |  |  |  |
|          |      |      |      |      |      |  |  |      |      |      |      |      |      |  |  | 金城         |      |      |      |      |      |  |  |  |  |  |  |  |  |  |  |  |  |  |  |  |  |  |  |  |  |
|          |      |      |      |      |      |  |  |      |      |      |      |      |      |  |  |              |      |      |      |      |      |  |  |  |  |  |  |  |  |  |  |  |  |  |  |  |  |  |  |  |  |
|          |      |      |      |      |      |  |  |      |      |      |      |      |      |  |  | 良治(野依氏) |      |      |      |      |      |  |  |  |  |  |  |  |  |  |  |  |  |  |  |  |  |  |  |  |  |

- 母方の曽祖父・野依範治と実業家の朝吹英二が兄弟のため、朝吹常吉、慶應義塾大学教授の朝吹亮二、朝吹三吉とは親族関係である。また、父金城の実父は北海道拓殖銀行副頭取、藝備銀行（現在の広島銀行）頭取等を務めた塩川三四郎で、実母の千夏は、渡辺千秋（宮内相・伯爵）の三女。よって貴族院議員渡辺昭、アジア開発銀行初代総裁の渡辺武、渡辺慧（物理学者）などは父のいとこに当たる。渡辺家は、大山巌家とも縁戚。
- 「野依」は母方の姓。朝吹英二の弟・野依範治の次男・次郎（鉄道省経理局長）とイシの長女が母・鈴子。次郎の兄・野依辰治（三井生命保険初代会長）と信（資生堂創業者・福原有信の娘）の間に跡取りがいなかったため、父・金城が養子縁組して野依姓を引き継ぎ、鈴子と結婚[20]。
- 養祖母・野依信の妹・有子の孫に生物学者で東京大学名誉教授の毛利秀雄がいる。

## 主要論文
- 野崎一、野依良治、「カルベンの構造と反応性」 有機合成化学協会誌 1964年 22巻 8号 p.603-614, doi:10.5059/yukigoseikyokaishi.22.603
- 野崎一、野依良治、「カルベノイドの化学(その1)」 1966年 24巻 7号 p.519-531, doi:10.5059/yukigoseikyokaishi.24.519
- 野崎一、高谷秀正、野依良治、「カルベンおよびその錯体の有機反応に関する二三の研究」 日本化學雜誌 1966年 87巻 12号 p.1261-1277,A73, doi:10.1246/nikkashi1948.87.12_1261
- 野依良治、馬場豊、早川芳宏、「トロパンアルカロイドの新規一般合成法の確立」 天然有機化合物討論会講演要旨集 17巻 (1973) セッションID:43, doi:10.24496/tennenyuki.17.0_321
- 野依良治、「金属錯体による新しい合成反応」 化学の領域 89, 1970, NAID 10006422026
- 野依良治 ほか、「立体特異的合成 (金属錯体による新しい合成反応)」 化学の領域 増刊 (89), 309-330, 1970-03, NAID 40017572135
- 高谷秀正、野依良治、「遷移金属錯体の反応における立体化学」 有機合成化学協会誌 1974年 32巻 1号 p.2-19, doi:10.5059/yukigoseikyokaishi.32.2
- 高谷秀正、野依良治、「鉄カルボニルを用いる有機合成反応における最近の進歩」 有機合成化学協会誌 1977年 35巻 8号 p.615-631, doi:10.5059/yukigoseikyokaishi.35.615
- 山本尚、野依良治、「リチウム (金属の特性を活かした新しい有機合成反応)」 化学の領域 増刊 (117), p19-43, 1977-09, NAID 40000430839
- 鈴木正昭、杉浦聡、川岸俊雄、鈴木建彦、野依良治、「プロスタグランジン類の新合成法」 天然有機化合物討論会講演要旨集 23 巻 (1980) セッションID:20, doi:10.24496/tennenyuki.23.0_149
- 野依良治、佐藤恒夫、「C-ヌクレオシドの新合成法 (天然物化学1980B)」 化学の領域 増刊 (128), p169-184, 1980-05, NAID 40000431083
- 早川芳宏、野依良治、「遷移金属の特性を利用した有機合成」 有機合成化学協会誌 1982年 40巻 11号 p.1013-1026, doi:10.5059/yukigoseikyokaishi.40.1013
- 野依良治、「有機合成化学における触媒 (これからの触媒--高い選択性とその広い用途を求めて)」 化学と工業 35(6), p.378-382, 1982-06, NAID 40000420647
- 鈴木正昭、柳沢章、野依良治、「プロスタグランジン類の合成」 天然有機化合物討論会講演要旨集 26巻 (1983) セッションID:74, doi:10.24496/tennenyuki.26.0_569
- 野依良治、「C2キラリティーとしなやかさ」 化学と生物 1984年 22巻 11号 p.759-766, doi:10.1271/kagakutoseibutsu1962.22.759
- 野依良治、「触媒的不斉合成」 1992年 50巻 12号 p.1131-1139, doi:10.5059/yukigoseikyokaishi.50.1131
- Ohkuma, T.;Ooka, H.;Hashiguchi, S.;Ikariya, T.;Noyori, R. (1995). “Practical Enantioselective Hydrogenation of Aromatic Ketones”. J. Am. Chem. Soc. 117:  2675–2676. doi:10.1021/ja00114a043.
- 野依良治、高谷秀正、「超不斉触媒BINAP錯体--完全不斉合成に挑む」 化学 43(3), p146-153, 1988-03, NAID 40000390708

## 著書
- 『学問と創造 ノーベル賞化学者野依良治博士』大嶌幸一郎,北村雅人編 化学同人 2002年, ISBN 978-4759809152
- 『研究はみずみずしく ノーベル化学賞の言葉』名古屋大学出版会 2002年, ISBN 978-4815804497
- 『人生は意図を超えて ノーベル化学賞への道』朝日選書 2002年, ISBN 978-4022597977
- 『事実は真実の敵なり 私の履歴書』日本経済新聞出版社 2011年, ISBN 978-4532167721

### 共編著
- 『超強酸・超強塩基』田部浩三共著 講談社 1980
- 『大学院講義有機化学』柴崎正勝,鈴木啓介,玉尾皓平,中筋一弘,奈良坂紘一共編 東京化学同人 1998-2007, ISBN 978-4807904846
- 『化学:自然と社会へのかかわり 第17回「大学と科学」公開シンポジウム講演収録集』編 クバプロ 2003年, ISBN 978-4878050350

### 翻訳
- K.P.C.Vollhardt, N.E.Schore『ボルハルト・ショアー現代有機化学』古賀憲司,村橋俊一共監訳 大嶌幸一郎,小田嶋和徳,小松満男, 戸部義人訳 化学同人 1998
- J.CLAYDEN, N.GREEVES, S.WARREN『ウォーレン有機化学』奥山格,柴﨑正勝,檜山爲次郎共監訳 石橋正己 [ほか]訳 東京化学同人 2003